# Arkadij Davidovič
Arkadij Davidovič (rojstno ime Adolf Filippovič Freudberg), ruski, pisatelj, pisec aforizmov, * 12. junij 1930, Voronež, † 25. februar 2021, Voronež
Je avtor več kot 50.000 objavljenih aforizmov.

## Življenje
Arkadij Davidovič se je rodil v zdravniški družini: oče – Filipp Abramovič – venerolog, mati – Raisa Solomonovna – pediater, tako da aforist priznava, da ga je najprej zdravila mama, kasneje pa oče.  V sovjetskih letih je Davidovič objavljal v časopisu Krokodil pod psevdonimi Gaj Julij Cezar, Ernest Hemingway, Honoré de Balzac, A.David, francoski pisatelj v rubriki "Humor različnih širin". Njegova dela so vključene v številne zbirke aforizmov. Z lastnimi sredstvi pisatelj izdal več kot dva ducata zbornikov v samozaložbi zbirke avtorja "Zakoni prebivanja, vključno z ne-bivanjem." 
Skupaj s slikarko Valentino Zolotikh je leta 1976 ustanovil edinstven muzej aforizmov. Leta 2010  je s knjigo "Konec sveta se bo dobro končal" pridobil naziv "nepriznanega genija", poleti leta 2012 pa se je krog ljudi, ki priznavajo genialnost Arkadijevih aforizmov, organiziralo v klub ljubiteljev.

## Glavna dela
V zadnjih letih je Davidovič postal absolutni vodja po številu aforizmov, objavljenih v zbirkah "Antologija modrosti", "Antologija misli v aforizmih", "Modrost Rusije. Od Vladimirja Monomakha do današnjih dni", "Nova knjiga aforizmov" in "Velika knjiga aforizmov". Tako ima veliko prednost v števili navedb drugih avtorjev, kot so Stanisław Jerzy Lec, Friedrich Nietzsche, Lev Tolstoj, Arthur Schopenhauer in drugi veliki misleci. Davidovič je eden od avtorjev časopisa Ruskega humanističnega združenja "Zdrava pamet".
Leta 2015 je bil objavljen zbornik aforizmov "JE SUIS DAVIDOWITZ» iz cikla "Dekalingua Davidoviča" v 10 jezikih sveta, ki spadajo v štiri jezikovne družine (indoevropska, afro-azijska, ugro-finska, kitajsko-kavkaška), med katerimi so perzijski jezik, hindujščina, hebrejščina, grščina, anglečinai, italijanščina, španščina, gruzijski jezik, poljski jezik in madžarski jezik. 
Leta 2016 je "Rusko-slovenski poslovni klub Togliatti" prevedel aforizme o slovenski jezik v okviru projekta zbornika aforizmov "Davidovič – slovanski modrec" na vseh sodobnih slovanskih jezikih. Avtor prevoda je Dušan Bušen.